# Купреанов (Аляска)
Купреанов (англ. Kupreanof) — город в боро Питерсберг в американском штате Аляска. По данным переписи населения США 2020 года, численность населения составляла 21 человек.

## Население
| 2010 | 2020 |
| ---- | ---- |
| 27   | ↘21  |